# Jelena Chrustaljova
Jelena Vladimirovna Chrustaljova (kazakiska: Елена Владимировна Хрусталёва), född 28 september 1980 i Krasnojarsk i Ryssland, är en kazakisk före detta skidskytt.
Hon tävlade för Belarus vid vinter-OS 2002. Vid vinter-OS 2010 tävlade hon för Kazakstan, och tog en silvermedalj i distans efter norskan Tora Berger som vann guldet. Hon tävlade även vid vinter-OS 2014.